# ウィリアム・ハンドコック (初代カースルメイン子爵)
初代カースルメイン子爵ウィリアム・ハンドコック（英語: William Handcock, 1st Viscount Castlemaine PC (Ire)、1761年8月28日 – 1839年1月7日）は、アイルランド王国出身の政治家、貴族。1783年から1800年までアイルランド庶民院議員を、1801年から1803年まで連合王国庶民院議員を務めた。

## 生涯
アコンリー首席司祭リチャード・ハンドコック（1791年7月25日没）とサラ・トラー（Sarah Toler、リチャード・トラーの娘）の息子として、1761年8月28日に生まれた。ロイヤル・スクール・アーマーで教育を受けた後、1779年にダブリン大学トリニティ・カレッジに進学した。
1783年から1800年までアスローン選挙区の代表としてアイルランド庶民院議員を務めた。1790年にウェストミーズ選挙区でも当選したが、1791年に当選無効を宣告され、引き続きアスローン選挙区の代表として議員を務めた。アイルランド庶民院では政府を支持したが、1799年に合同法案が提出されたときは反対し、1800年に叙爵で釣られて合同支持に転じたという。
1801年のアイルランド王国とグレートブリテン王国の合同に伴い連合王国議会が成立すると、アスローン選挙区の代表として続投した。同1801年2月10日、アイルランド枢密院の枢密顧問官に任命された。合同にあたり、アスローン選挙区で影響力のあった第2代準男爵サー・リチャード・セント・ジョージの領地を買い上げて、選挙区を完全に掌握した。連合王国庶民院では活動がほとんど見られず、1802年イギリス総選挙で再選した後、1803年8月に議員を辞し、アスローン選挙区の議席を政府に売却した。その後、1806年、1807年、1812年の総選挙でも議席を政府に売却したが、その度に再交渉を行って利益を上げようとし、1806年の選挙では政府がハンドコックに5,000ポンドを支払わなければならなかった。1808年2月にウェストミーズ県民兵隊隊長の官職を、1810年にアイルランド貴族への叙爵を求め、いずれも失敗したが、1812年の総選挙で議席をもって要求すると今度は成功し、1812年12月21日にアイルランド貴族であるウェストミーズ県におけるモイドラムのカースルメイン男爵に叙された。この爵位には弟リチャードへの特別残余権（special remainder）が定められている。以降も議席を政府に譲り続けたため、1822年1月12日にアイルランド貴族であるカースルメイン子爵に叙されたが、カースルメイン男爵位と違い、カースルメイン子爵位には特別残余権が定められなかった。その後はアイルランド貴族代表議員への選出を求めるようになったが、ウェリントン＝ピール内閣のアイルランド担当大臣フランシス・ルーソン＝ゴア卿は1829年に「カースルメイン卿を推薦する人があまりにも少なすぎる」として拒否した。
1814年から1831年までウェストミーズ総督（Governor of County Westmeath）を務めた。
1839年1月7日、自領のモイドラム城で死去した。この日は嵐が吹き荒れており、カースルメイン子爵が寝室の窓を閉じようとしたとき、強風に耐えられず倒れたという。息子がおらず、カースルメイン子爵位は廃絶、カースルメイン男爵位は特別残余権に基づき弟リチャードが継承した。

## 家族
1787年3月20日、フロリンダ・トレンチ（Florinda Trench、1766年8月3日 – 1851年2月9日、初代クランカーティ伯爵ウィリアム・トレンチの娘）と結婚したが、2人の間に子供はいなかった。